# أوقست برونر
أغسطس برونر (بالألمانية: August Brunner) (و. 1894 – 1985 م) هو عالم عقيدة، من ألمانيا، توفي في ميونخ، عن عمر يناهز 91 عاماً.